# Mmap
mmap (z anglického memory mapping, česky zhruba zobrazení do paměti) je v oboru výpočetní techniky označení pro systémové volání UNIXových a UN*Xových operačních systémů, kterým se zobrazuje soubor nebo hardware virtuálně do paměti. Nejde nutně o skutečné zrcadlení a fyzické využívání operační paměti (její případné využití je „líné“), ale o rezervování části jejího  adresního prostoru pro komunikaci s daným zařízením nebo pro přístup do daného souboru.  Vzhledem k principu fungování jej lze implementovat pouze na operačních systémech podporujících virtuální paměť a v praxi je obvykle implementováno pomocí stránkování, přesněji stránkování na žádost. K funkci mmap patří funkce munmap, která vytvořené adresní propojení naopak zruší.
Funkce mmap je součástí standardu POSIX. 
Častým a jednoduchým využitím mmapu je namapování stejného souboru více procesy za účelem sdílení paměti.